# David Jemmali
David Jemmali (Tolosa, 13 dicembre 1974) è un ex calciatore tunisino, di ruolo difensore.
Possiede il passaporto francese.

## Palmarès

### Club

#### Competizioni nazionali
- Campionato francese: 1

Bordeaux: 1998-1999
- Coppa di Lega francese: 2

Bordeaux: 2001-2002, 2006-2007